# هارولد هام
هارولد هام (بالإنجليزية: Harold Hamm)‏ هو رائد أعمال أمريكي، ولد في 11 ديسمبر 1945 في ليكسينغتون في الولايات المتحدة.